# Culture de l'honneur
La culture de l'honneur est une culture qui accorde une grande importance à la réputation de l’individu ainsi qu’à celle de sa famille. On la retrouve dans diverses régions du monde. Même si certaines différences sont à noter en fonction des pays, il existe aussi des caractéristiques communes. Elle proviendrait de sociétés d’élevage dans lesquelles les bergers doivent pouvoir faire preuve de violence pour protéger leur bétail et continuerait à persister car il existerait un renforcement social des normes liées à l’honneur. Ces dernières sont associées à l’identité du groupe et attribuées tant aux hommes qu’aux femmes.
Ce type de culture peut être lié à des faits de société tels que le suicide, la violence scolaire, des agressions à l'égard des hommes ou des femmes allant, dans les situations les plus extrêmes, jusqu'au crime d’honneur. De plus, les individus issus d'une telle culture présenteraient davantage d'émotions négatives face à une situation mettant à mal leur honneur. Néanmoins, même si moins abordés dans la littérature, la culture de l’honneur aurait aussi des impacts positifs. Enfin, il existe des différences individuelles au sein d'une même culture.
En psychologie sociale, Dov Cohen et ses collègues sont des pionniers dans les recherches concernant les cultures de l'honneur, ils se sont surtout intéressés à l’honneur masculin dans les États du sud des États-Unis. Les anthropologues se sont particulièrement penchés sur ces cultures en Méditerranée. 

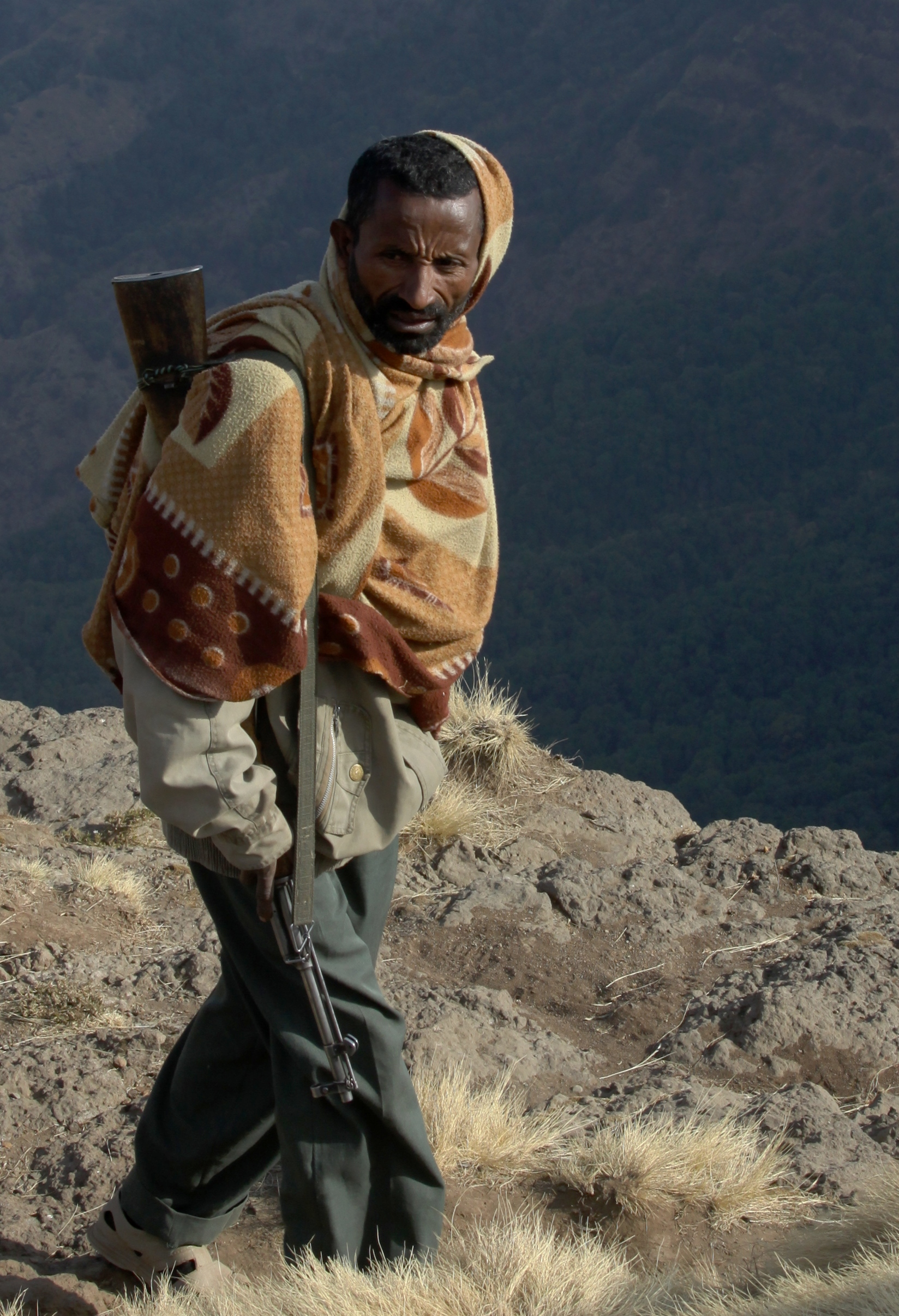
Homme avec une arme à feu.

## Caractéristiques
Dans certaines sociétés, l’honneur en plus d'être une vertu, est considéré en tant que statut et pouvoir. Il relève du respect, est une priorité et organise la vie sociale,. C'est notamment le cas dans les sociétés méditerranéennes , au Moyen-Orient et dans les cultures arabes, en Inde, au Pakistan, en Amérique latine et dans le Sud des États-Unis,. Dans ces cultures, la générosité, l’hospitalité et la loyauté sont des valeurs essentielles. Les normes d’honneur s’appliquent tant aux hommes qu’aux femmes, tous deux ont d’ailleurs des rôles et des comportements spécifiques à adopter. La réputation de l’homme est basée sur sa capacité à protéger sa famille et ses biens. Il doit se montrer fort, dur, peu disposé à tolérer une menace ou une insulte et prêt à recourir à la violence pour protéger sa réputation. La femme, quant à elle, doit faire preuve de modestie, de pudeur et éviter les attitudes qui pourraient menacer la réputation familiale,.

## Origine

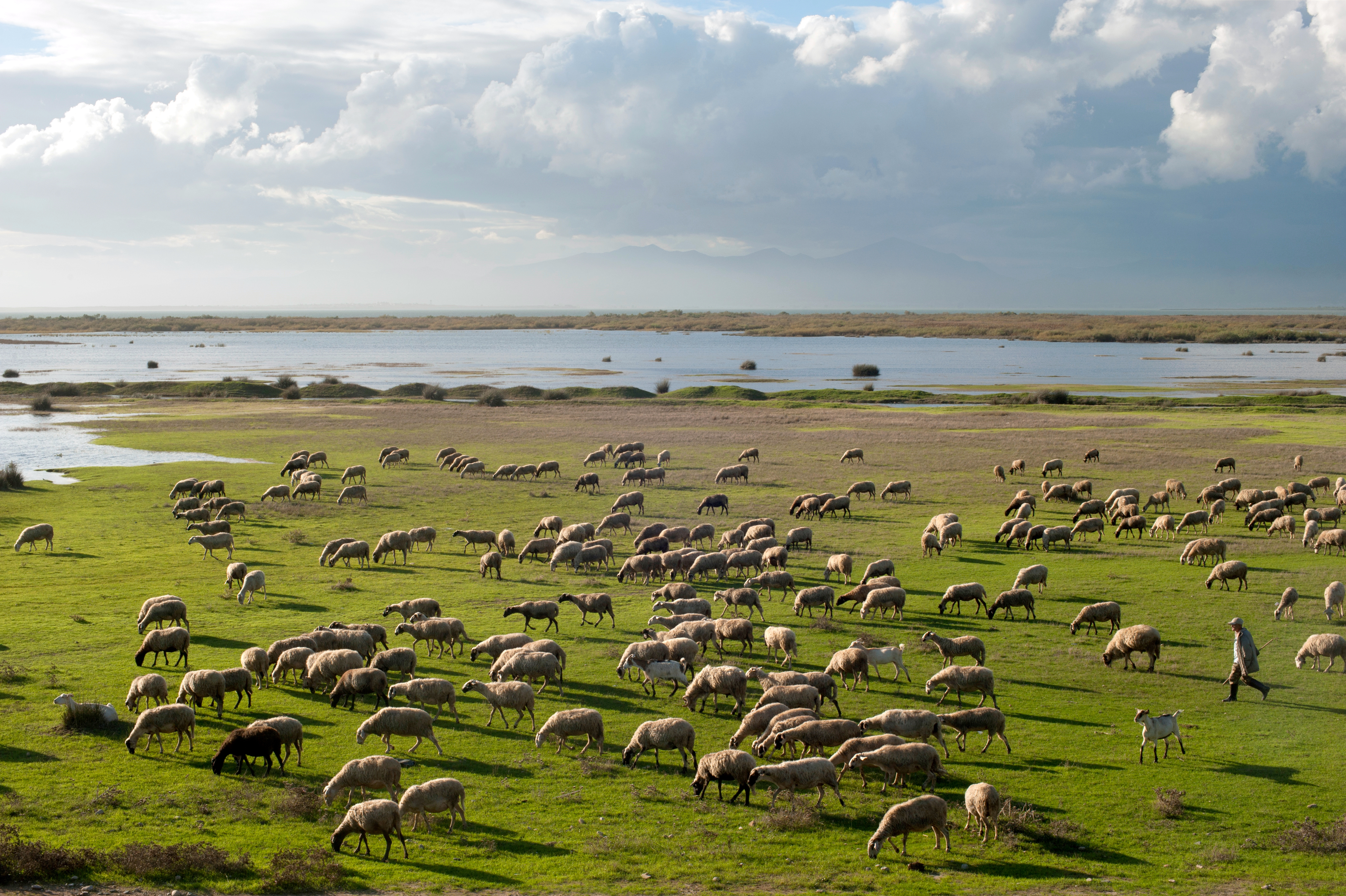
Origine culture de l'honneur : sociétés d'élevage

Une thèse avancée est que les cultures de l’honneur proviennent de cultures d’élevage dans lesquelles toute menace à la propriété ou à la réputation est traitée avec violence. Les bergers vivent en général dans des lieux isolés où les conditions de vie sont difficiles, ils peuvent ainsi être tentés de voler les troupeaux des autres. Savoir se battre et défendre ce qui leur appartient est donc primordial car ils risquent sans cesse de perdre leur bétail, leur principale ressource. En Europe du nord, tout comme en méditerranée, en Afrique, en Eurasie ou en Amérique du nord, l’économie dépendait et dépend parfois encore fortement de l’élevage. 
Dans le Sud des États-Unis, la culture de l’honneur proviendrait de l’économie d’élevage importée par les colons européens originaires d'Écosse et d'Irlande. Ainsi, la population était essentiellement composée de bergers ,. L’application des lois était faible, voire inexistante ,, menant les gens à recourir à la force pour protéger leurs biens qui pouvaient être pillés,. Une méthode efficace était donc de recourir à la menace ou à la violence. Afin d’éviter d’être pris pour une cible facile, les hommes devenaient vite agressifs ; ils devaient effectivement tenir leur réputation d’hommes durs. Les cultures de l'honneur ont donc plus tendance à apparaître dans des endroits où l'individu est menacé par ses compatriotes et où l'État n'est pas capable d'assumer la protection de ses biens.

## Persistance
Les cultures de l’honneur révèlent les codes de conduites attendus. Indépendamment des raisons économiques, les normes transmises par la culture de l’honneur appartiennent à l’identité sociale du groupe. Dès que de telles normes sont intégrées dans les rôles assignés à l’homme et à la femme, elles sont plus difficiles à changer. Ainsi, beaucoup de comportements se perpétuent simplement car on considère que c’est  ce qu’un homme doit faire : protéger sa famille des menaces, répondre aux insultes par la violence, taper ses enfants pour les discipliner, protéger son honneur et son statut, … Tant qu’il y aura un renforcement social de ces normes, se comporter en accord avec ces dernières sera bénéfique et il sera plus coûteux de les défier, même si personnellement, on les rejette.

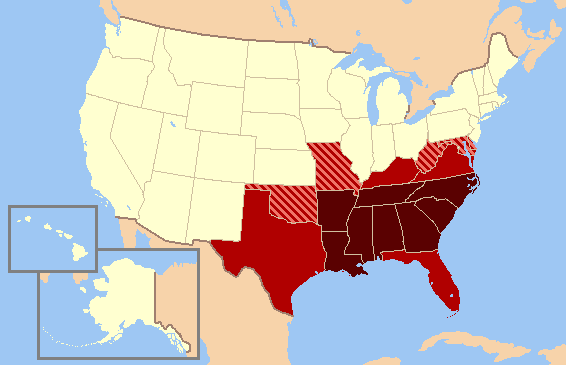
Les États en rouge foncé sont presque toujours inclus dans les définitions modernes du Sud, ceux en rouge moyen le sont habituellement.

Jusqu'à ce jour, les violences perdurent au sud des États-Unis bien que les conditions de vie aient changé,. Même s’il n’y a plus de raisons économiques de devoir démontrer leur force, les hommes pensent qu’ils vont subir des pertes sociales s’ils ne le font pas. La plupart d’entre eux se méprennent aussi peut-être sur la façon dont les autres perçoivent leurs comportements. Même si leurs attitudes individuelles ne sont plus conformes aux normes d’honneur, cela n’est pas dévoilé publiquement. Les pratiques sociales restent parfois longtemps en vigueur après avoir perdu le soutien de la communauté car les individus ignorent que d’autres ont aussi changé leur attitude. Des études montrent que les participants du Sud n’encouragent pas davantage la violence que ceux du Nord. La différence résiderait dans l’interprétation et la pression de leurs pairs. On attend des gens du Sud qu’ils utilisent la violence pour se défendre à la suite d'une offense. Ces attentes peuvent favoriser l’agression, être perçues comme un encouragement à la violence alors que les protagonistes ne souhaitent pas y avoir recours. De la sorte, pour ne pas paraître lâches en public, les hommes ne renonceraient pas à l’agression. Il y aurait un renforcement de la norme. Ce n’est donc pas l’adhésion aux normes qui fait agir les individus dans ce cas mais plutôt la croyance en des représentations collectives qui font partie de l’inconscient populaire.
Enfin, les lois des États du Nord des États-Unis divergent toujours de celles du Sud et de l’Ouest. Ces dernières sont plus laxistes par rapport au contrôle d’armes, autorisent la violence pour la protection personnelle et celle de ses biens, et vont être plus favorables à des politiques pro-guerre. Dans plusieurs études, ces différences institutionnelles sont mises en avant. Les employeurs du Sud et de l’Ouest des États-Unis sont plus chaleureux et coopératifs envers un demandeur d’emploi ayant commis un homicide lié à l’honneur, en comparaison à un demandeur d’emploi ayant commis un homicide non lié à l’honneur. Selon une autre étude, les journalistes des états du Sud et de l’Ouest rapportent de façon plus tolérante et compassionnelle un crime violent commis pour défendre l’honneur que ne le font leurs collègues du Nord. Les institutions et les médias aident donc aussi à perpétuer les violences liées à la perte d’honneur. Ainsi, une tolérance existerait par rapport à certaines formes de violence, qui seraient même attendues des hommes afin qu’ils ne soient pas stigmatisés de lâches.

## Codes d’honneur liés au genre
Dans les cultures de l’honneur, tant les hommes que les femmes sont responsables du maintien de l’honneur personnel et collectif. Si le rôle plus actif des hommes est de se montrer fort, celui des femmes est d’être modeste, d’éviter la honte et des comportements menaçant la réputation familiale. Selon le code de l’honneur masculin, la responsabilité de l’homme est notamment de prendre soin de sa famille et de sa réputation. Le code d’honneur féminin se rapporte principalement à la honte et à la pureté sexuelle qui relève de l’honneur familial : garder sa virginité avant le mariage, faire preuve de modestie, être pudique dans la façon de s’habiller….
Une étude parmi de jeunes étudiants néerlandais (d’origine néerlandaise, turque ou marocaine) a évalué le point de vue des garçons et des filles sur l’importance de la virginité des hommes et des femmes pour leur honneur. Les garçons issus de cultures de l’honneur (d’origine marocaine ou turque) considèrent la virginité des filles de leur famille plus importante pour leur honneur. Par contre, les filles issues de ces cultures sont moins conformes aux codes culturels et conçoivent moins leur sexualité comme relevant de l’honneur des hommes de leur famille. Pour elles, la virginité des garçons est aussi liée à l’honneur. Enfin, les garçons des trois communautés considèrent que leurs proches (famille, amis...) ont un impact plus important sur leur honneur. Les hommes dépendraient plus de facteurs externes en ce qui concerne leur image et leur réputation.
Bien que les hommes aient un rôle prépondérant dans les cultures de l’honneur et que leurs actes soient plus visibles, les femmes sont aussi actives au sein de ces sociétés. Elles transmettent notamment la culture de l’honneur à leurs fils, l’imposent à leurs hommes, et commettent également des faits violents. Elles mettent la pression sur les hommes et déconsidèrent ceux qui ne répondent pas à une insulte ou à un préjudice par la vengeance. Dans certaines cultures méditerranéennes, elles participent même parfois à des homicides, comme lors de lapidations de femmes présumées infidèles, ou commettent elles-mêmes des meurtres lorsqu’il n’y a pas d’homme pour le faire.

## Culture de l'honneur et violence

### Entre hommes

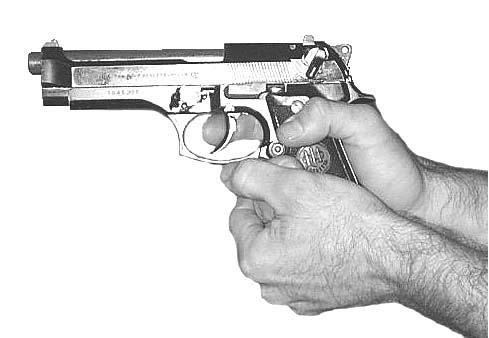
Utilisation de la violence en vue de sa propre protection, de celle de sa famille et de ses biens.

Le recours à la violence est plus important dans les cultures de l’honneur. Cependant, ceci ne peut s’expliquer par des facteurs de pauvreté, de densité de population ou d’inégalités économiques. Si le taux d’homicides est plus élevé dans ces sociétés, cela serait dû aux nombreuses motivations criminelles façonnées par les cultures de l’honneur ainsi qu’à un contrôle social plus faible.
L’habitant du Sud des États-Unis utilise la violence de manière privilégiée lorsqu’il est amené à devoir assurer sa propre protection, celle de sa famille ou de ses biens. De plus, il est plus susceptible d’être en possession d’une arme à feu et de l’utiliser lorsqu’il se sent menacé. En effet, les membres des cultures de l’honneur voient en leur pistolet un moyen de protection, le portent plus souvent sur eux et se sentent plus en sécurité s’ils en possèdent un. Une autre explication du recours à la violence est qu’une grande tension règne dans ces cultures, la peur et la méfiance sont omniprésentes. La réunion de ces différents éléments implique un taux de crimes et notamment d’homicides plus important. Cependant, les habitants des États du Sud n’emploient pas plus la violence que ceux des États du Nord lorsqu’il s’agit de situations qui n’impliquent pas l’honneur, la protection de soi et de sa famille ou le contrôle social.
Puisque la culture de l’honneur prône le recours à la violence afin d’assurer sa réputation, les adhérents ne voient pas d’alternatives pour la rétablir. D'ailleurs, les habitants du Sud n’auront pas plus recours à des mesures préventives non violentes pour assurer leur protection (comme laisser les lumières allumées la nuit ou placer un système d’alarme) que les habitants du Nord. De plus, si ces valeurs se perpétuent chez les membres de ces sociétés, c’est qu’elles sont soutenues par les lois, les institutions et les politiques sociales lorsque l’honneur d’un individu est mis à mal.
Bien que les études de Nisbett et Cohen s’appliquent aux hommes blancs du Sud des États-Unis, les auteurs prétendent que ces processus sont généralisables aux autres groupes où la culture de l’honneur est présente. Altheimer soutient l’hypothèse de Nisbett et Cohen, car il retrouve dans d’autres sociétés où la culture de l’honneur est prédominante, une préférence pour la violence lorsque la réputation d’une personne est attaquée et par conséquent, un taux plus élevé d’homicides. 
D’ailleurs, la Turquie présente le taux d’homicides et de crimes violents le plus élevé d’Europe. Comme dans le Sud des États-Unis, les individus réagissent de manière plus agressive après avoir été insultés que les personnes qui n’appartiennent pas à une culture de l’honneur. Cependant, le recours à la violence est plus important lorsque l’honneur de la famille est bafoué que lorsqu’il s’agit de l’honneur masculin. Aucune différence de genre n’a été observée entre les femmes et les hommes turcs.
Enfin, il est toutefois nécessaire que de nouvelles études soient menées afin de permettre une meilleure compréhension des mécanismes explicatifs du lien entre culture de l’honneur et violence.
Pour terminer, il faut noter que l’honneur peut aussi avoir des effets positifs sur le fonctionnement du groupe. Par exemple,  chez les militaires, conçu en tant que vertu, il constitue un facteur motivationnel dans les relations sociales au sein du groupe. Une étude  a d’ailleurs montré que plus les pairs sont perçus comme honorables,  plus les militaires sont attachés à l'armée et plus ils sont motivés à agir avec intégrité. L’honneur sert ici en quelque sorte de référence morale.

### À l'encontre des femmes

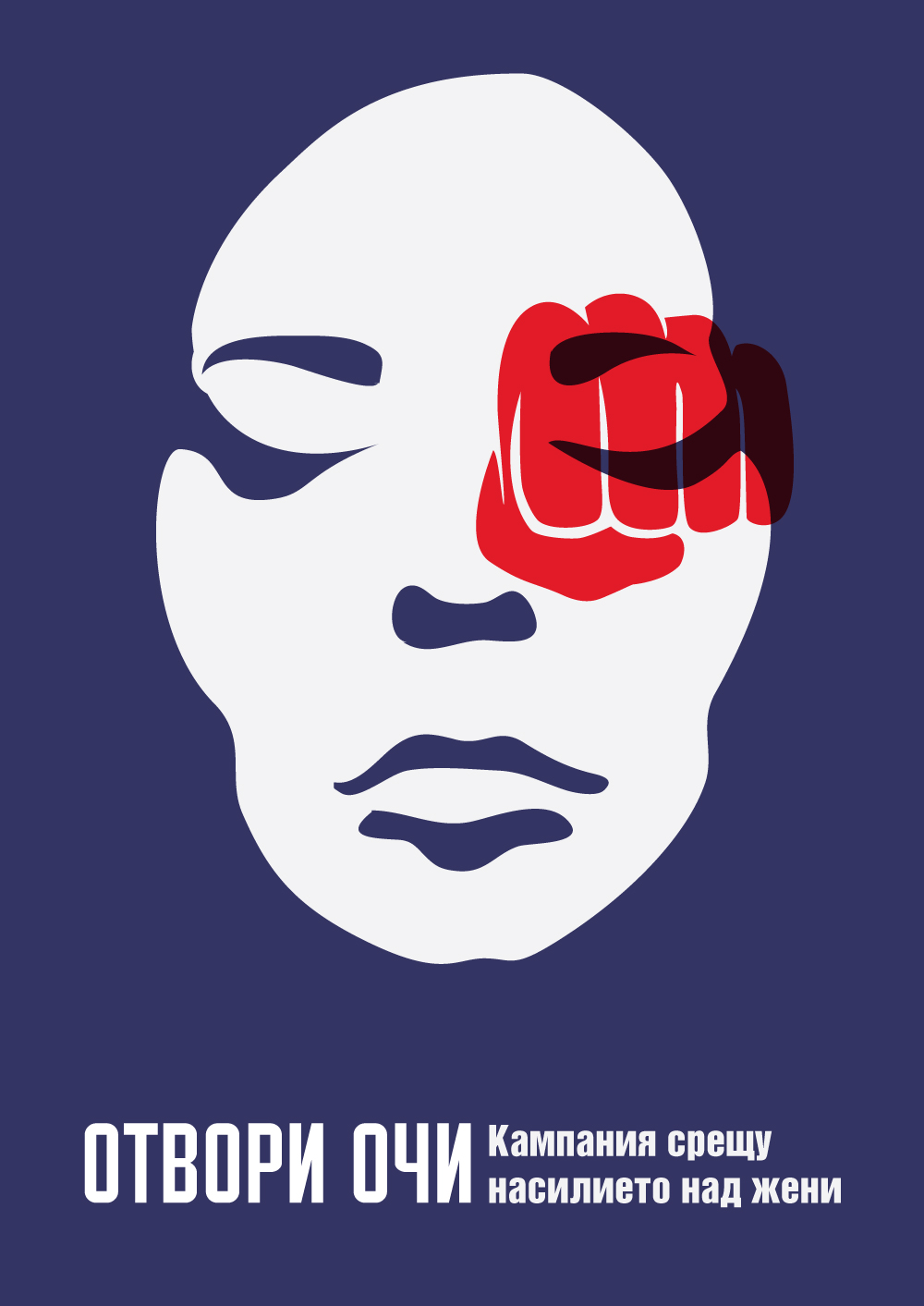
OUVRE LES YEUX - Campagne contre les violences faites aux femmes.

Dans des cultures où le comportement de la femme est déterminant pour l’honneur notamment de sa famille, les femmes peuvent faire face à des violences de la part de leur entourage. Dans beaucoup de régions à travers le monde, les femmes deviennent victimes de violences liées à l’honneur car leur comportement dévie du code d’honneur spécifique aux femmes.
La violence peut être utilisée pour restaurer l’image d’une femme et l’honneur de sa famille. Quant l’honneur familial est bafoué, par exemple par le comportement sexuel d’une femme considéré comme déviant, elle peut être isolée socialement, maltraitée psychiquement et physiquement, forcée à se marier et dans les cas extrêmes, tuée. Les crimes d’honneur ont  d’ailleurs pour fonction d’informer la communauté, sans cet excès de violence, l’honneur et la réputation de la famille seraient perdus aux yeux de tous.

#### Violence conjugale
Les cultures de l’honneur peuvent encourager la violence des hommes à l’encontre des femmes car en plus des rôles spécifiques liés au genre, la protection de l’honneur masculin est primordiale. Ainsi, une étude menée en Afghanistan auprès d’officiers de police a montré que lors de violences conjugales, quand l’honneur de l’homme est menacé (par exemple si infidélité de l’épouse), les policiers seront plus tolérants envers les maris et moins enclins à aider les femmes victimes, car malgré les lois protégeant ces dernières, le code d’honneur masculin prévaut. 
Dans ces cultures, la réputation de l’homme dépend notamment de celle de sa femme. L’infidélité féminine (ou celle supposée) peut donc nuire fortement à  l’honneur masculin. La violence et dans les cas extrêmes, le meurtre, permettent ainsi de préserver l’intégrité de l’homme, de la famille et  d’éviter la honte. Une étude menée auprès d’étudiants brésiliens et américains (du nord des États-Unis) a d’ailleurs montré que les Brésiliens, issus d’une culture de l’honneur, avaient plus tendance à excuser la violence d’un homme à l’encontre de sa femme infidèle si cela permettait de restaurer l’honneur de ce dernier. Dans une autre expérience, les réponses des Chiliens amènent à dire qu'il peut s'agir d'une réaction acceptable provenant d'un bon compagnon, d'une preuve d'amour envers sa femme. On exige aussi des femmes sacrifice et loyauté familiale.  Le code d’honneur féminin et la cohésion familiale exercent une pression sur les femmes qui doivent se sacrifier pour le bien de la famille ou de leur couple, peu importe le prix à payer. Une étude a été menée auprès d’étudiants américains (du nord des États-Unis, du sud des États-Unis ou d’origine hispanique) qui ont assisté à une dispute entre une femme et son compagnon violent. Les participants issus de cultures de l’honneur (américains du sud et d’origine hispanique) avaient plus tendance à approuver le comportement de la femme quand elle restait tout de même auprès de son compagnon et lui restait loyale malgré tout. Ainsi, à la suite des réponses des participants chiliens, il est suggéré que ce n'est pas la violence en soi qui est bien perçue mais la loyauté de la femme.   
Cependant, il faut noter que les hommes peuvent être violents peu importe leur culture, qu’elle soit de l’honneur ou pas. Il existe également des différences individuelles issues du tempérament, des expériences personnelles vécues, etc. L’honneur peut aussi être plus central pour certaines classes de la société. Une étude en Arabie Saoudite  montre notamment que l’honneur féminin a plus d’importance au plus haut et au plus bas de l’échelle sociale là où les arrangements familiaux traditionnels sont de mise.

#### Crime d'honneur
Un crime d’honneur est  le  meurtre prémédité d’une femme, perpétré par son père, son frère, son oncle, son grand-père ou son mari. Cet acte est commis à la suite d’un comportement de la femme qui a mené au déshonneur de sa famille. Lorsqu’elle a eu, par exemple, des relations sexuelles hors mariage ou qu’elle a été infidèle à son mari. 
Dans toutes les cultures de l’honneur, il arrive que des femmes se fassent tuer par leur famille ou leur partenaire.
Dans les cultures plus traditionnelles des pays du Moyen-Orient, l’honneur d’une personne dépend des actes de ses proches. C’est pourquoi il arrive que des crimes soient commis en son nom afin de le préserver. Lorsque la femme ne fait pas preuve de pudeur, de modestie et ne reste pas chaste, c’est toute sa famille qui sera humiliée et déshonorée.  De plus, l’opinion de la communauté est très importante. Le plus souvent, on ira jusqu’au meurtre si la communauté a pris connaissance de l’acte, alors que si l’acte demeure caché en pratiquant un avortement ou un mariage par exemple, la femme ne sera pas punie. La famille, honteuse de cet acte, ne pourra s’en dissocier qu’en le punissant. La personne qui commettra le meurtre sera désormais respectée de l’ensemble de la communauté. Cependant, ce n’est généralement pas l’époux qui commet le crime. La responsabilité revient à la famille, car c’est sur elle qu’est la honte à présent. Si les autres femmes ne s’opposent pas au meurtre, c’est parce que l’acte de déshonneur aura un impact économique pour leur famille ainsi que pour les futurs mariages. 
Il arrive aussi que des femmes soient assassinées dans des pays occidentaux tels que le Canada, les États-Unis, l’Angleterre et l’Australie, pour s’être opposées au contrôle masculin. Seulement, ces crimes d'honneur ne sont pas commis par un membre de la famille, mais par leur compagnon. Généralement, dans ces pays, c’est l’homme qui tue sa compagne par possessivité sexuelle. S’il est trompé, l’homme va se sentir honteux, humilié, ce qui le conduira à ressentir de la colère et à devenir très impulsif. 
Il existe des différences entre les cultures traditionnelles et les pays occidentaux concernés par les crimes d’honneur. Le meurtre de la femme, à la suite de la honte qu’elle a mise sur sa famille, est soutenu et encouragé par la famille et la communauté dans les pays du Moyen-Orient, alors qu’il reste l’affaire du mari aux États-Unis. De plus, dans les pays occidentaux, des discussions remettent en cause ces pratiques, que ce soit au sein de la population ou des institutions. Au contraire, dans les pays du Moyen-Orient, le fait qu’une femme préserve sa chasteté, fasse preuve de pudeur et reste fidèle à son mari est profondément ancré dans les représentations culturelles. Lorsqu’une femme ne respecte pas ce que l’on attend d’elle, cela aura beaucoup plus de répercussions qu’aux États-Unis, où cela ne concerne que l’homme possessif et jaloux car il a perdu le contrôle sur son épouse.

### À l'encontre de soi
Les cultures de l’honneur ne sont pas seulement caractérisées par de la violence interpersonnelle, mais aussi par de la violence intrapersonnelle. En effet, on retrouve au sein de ces cultures un risque de suicide élevé.

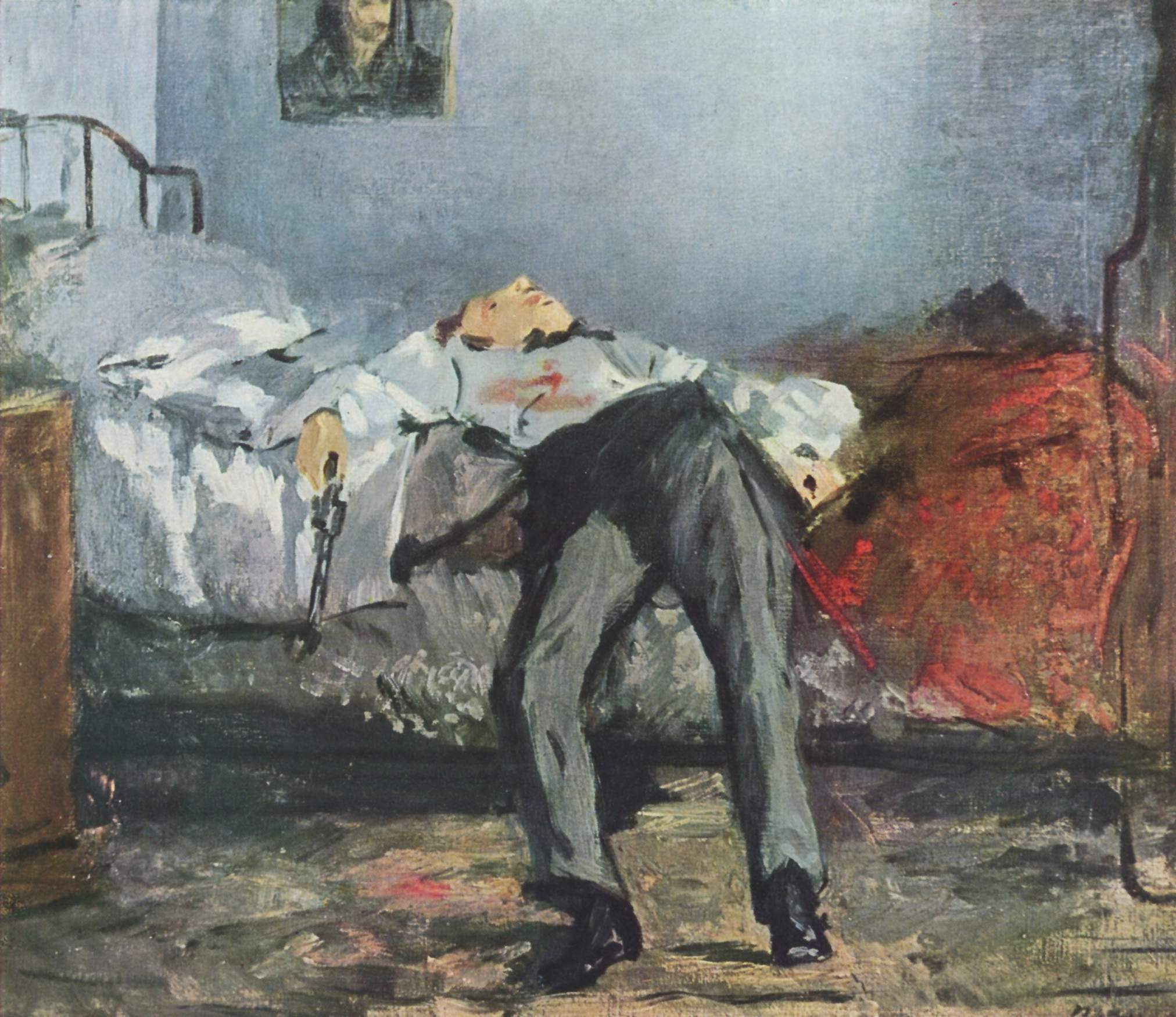
Le Suicidé, Édouard Manet.

Ces suicides, commis à la suite d’une perte de l’honneur, se retrouvent dans différents endroits du monde. C’est le cas des guerriers japonais qui mettaient fin à leurs jours lorsqu’ils avaient déshonoré leur nom de famille ou des Chinois lors de la perte d’une bataille. Au Moyen-Orient, il est fréquent que des femmes se donnent la mort après avoir été violées afin de contrer la honte mise sur leur famille. 
Être un homme dans une culture de l’honneur implique de devoir être constamment vigilant, au cas où sa propre réputation est menacée et si tel est le cas d’y remédier. C’est pour cette raison que dans ces sociétés, les hommes vont connaître plus d’anxiété et de dépression. Si le taux de dépression est plus élevé dans les cultures de l’honneur que dans les autres sociétés, c’est parce que les adhérents sont moins susceptibles de demander de l’aide par crainte d’afficher leurs faiblesses et prendront par conséquent, moins d’antidépresseurs. Il est à noter que cette relation entre taux de dépression et taux de suicide ne se retrouve qu’au sein des cultures de l’honneur. Cela combiné au poids des responsabilités familiales ainsi qu'à l’isolation sociale peut expliquer le désir de mourir. Le passage à l’acte peut quant à lui s’expliquer par une certaine immunité à la douleur des adhérents aux cultures de l’honneur. En effet, ils ont plus tendance à entrer en altercation de manière violente, à avoir des hobbys assez agressifs, d’être amateurs de médias violents, etc.. Ensuite, ces individus ont plus accès aux armes à feu, qui est le moyen privilégié utilisé afin de porter atteinte à leurs jours, aux États-Unis. Finalement, pour ces personnes, le suicide est un moyen de prouver sa force et son courage en choisissant de se donner soi-même la mort. 
Les cultures de l’honneur peuvent également faciliter le suicide chez les femmes. On retrouve également un taux de suicide élevé chez ces dernières. Ceci peut s’expliquer par le fait que les femmes sont elles aussi exposées à la violence, même si c’est dans une moindre mesure que les hommes et qu’elles ont un accès plus facile aux armes à feu. Ensuite, les femmes  portent également beaucoup de responsabilités sur leurs épaules. On attend d’elles qu’elles soient chastes et loyales et si elles s’écartent de ces normes, elles portent atteinte à leur propre réputation, mais aussi à celle de leur famille. Comme les hommes, ces femmes ne peuvent demander de l’aide car cela reviendrait à causer encore plus de honte à leurs proches. C'est le cas du viol, par exemple, qui représente pour elles une situation sans issue.

### À l'école
La culture de l’honneur peut représenter un risque pour la violence scolaire. Deux études ont montré qu’il y aurait un risque accru de violence à l’école dans les États américains où une culture de l’honneur est présente. En effet, un plus grand pourcentage d’étudiants du secondaire ont affirmé avoir apporté une arme à l’école et davantage de fusillades ont eu lieu au sein des établissements scolaires. La culture de l’honneur semble prédire la violence à l’école, celle-ci peut dériver d’une marginalisation sociale, d’humiliation, de rejet, de harcèlement à l’école, de refus amoureux, de moqueries…qui représentent, surtout chez les garçons, une menace pour l’honneur.

## Émotions et réactions physiologiques
Les membres des cultures de l’honneur semblent présenter plus d'émotions négatives face à une situation qui met à mal leur honneur en comparaison à des personnes n'appartenant pas à ce type de culture . Plusieurs études  ,  ,  ,  , ont mis en évidence les réactions physiologiques et émotionnelles face à une insulte. 
En ce qui concerne les hommes, des études montrent que les étudiants du Sud des États-Unis ont des niveaux de cortisol et de testostérone plus élevés que ceux du Nord. Le taux élevé de cortisol et leur comportement suggèrent qu'ils seraient plus offensés par une insulte que leurs confrères du Nord. La hausse de testostérone quant à elle, semble indiquer que les étudiants du Sud sont dans une disposition agressive. En effet, devant autrui, ils auraient tendance à estimer que leur réputation ou leur statut sera affecté. Ensuite, il est avancé que plus un homme adhère aux normes d’une culture de l’honneur, plus il exprimerait de la colère, de l'agressivité, de l’hostilité et moins il aurait peur et serait résigné. Il semblerait même qu'une personne insultée issue d'une culture de l'honneur en comparaison à une personne non-insultée de la même culture irait jusqu'à percevoir de l’agressivité dans des visages neutres qui lui sont présentés. Les étudiants du Sud des États-Unis semblent se comporter de façon plus dominante à la suite d'une insulte en comparaison aux étudiants des États du Nord. Lors du jeu de la poule-mouillée, ils vont plus loin que les étudiants des États du Sud qui ne se font pas insulter. Cela signifie qu'ils vont prendre plus de risques. L'honneur peut être restauré par l’hostilité et les représailles contre l’agresseur, ce qui est possible par l’expression de la colère .
Quant aux femmes, qu'elles soient néerlandaises ou espagnoles, des auteurs suggèrent que l’absence de culpabilité, voire de honte concernant la sexualité affecterait l'estime qu'elles ont d'elles-mêmes. Cependant, des différences culturelles existent au niveau des implications sociales. En Espagne par exemple, les comportements sexuels de la femme porteraient atteinte à l'honneur familial.
L’estime de soi peut être déterminée par l'honneur familial qui dépend de la réputation et des actions des membres de la famille. Ainsi, les insultes envers la famille affecteraient plus l’estime de soi des participants espagnols que celle des Néerlandais. Les sujets espagnols exprimeraient plus de honte face à des situations qui attaquent l'honneur de leur famille.
Une autre étude suggère que plus une situation est jugée par les participants américains ou turcs comme centrale pour l’honneur, plus elle provoquerait de fortes réponses émotionnelles. En fait, les sujets turcs rapporteraient une variété de situations portant atteinte à l'honneur, celles-ci provoqueraient d'ailleurs des émotions plus fortes chez eux que chez les Américains. Par contre, les participants turcs rapporteraient moins de situations où l'honneur est mis en avant et ces dernières provoqueraient moins d’émotions positives que chez les sujets américains . En fait, pour ne pas déséquilibrer les relations sociales, les Turcs semblent préférer ne pas exprimer de la fierté et de la satisfaction car cela peut engendrer de la jalousie ou de l’envie chez d'autres membres de la communauté . 
Néanmoins, face aux offenses, les réactions des membres des cultures de l'honneur ne seraient pas toujours plus agressives. Dans certains cas, les participants néerlandais éprouveraient même plus de colère, comme dans des situations qui les font paraître non autonomes. Ainsi, les réactions d’hostilité et de menace perçues ne sont pas généralisables à toutes les injures,. Ces réactions semblent être perçues seulement dans les situations « liées à l’honneur, émotionnellement prenantes et qui ont des conséquences importantes sur le statut masculin et la réputation ». Une autre étude suggère aussi que les Turcs évitent d'affronter une insulte vulgaire mais confrontent les fausses accusations car elles affecteraient la perception de soi.  
Enfin, ces différences de réactions et d’émotions ressenties face aux insultes peuvent aussi s'expliquer par le fait que les habitants des États du Sud sont généralement plus polis et ne seraient pas habitués à de telles insolences. Une autre raison serait que dans chaque culture, des règles dictent les comportements adéquats à adopter face à une insulte. Les réactions peuvent aussi varier car l'honneur peut être perçu différemment selon la culture. En Estonie et en Finlande par exemple, l’honneur est généralement associé avec des valeurs d’auto-valorisation de pouvoir et de réussite (comme la richesse, le prestige social, etc.). Par contre en Russie et en Italie, pays avec une culture de l'honneur, il serait davantage associé à des valeurs traditionnelles, de conformité et de sécurité (humilité, sécurité familiale, honorer ses parents et ses aînés...).

## Différences individuelles
Les comportements varient entre personnes de cultures différentes mais aussi à l’intérieur d’une même culture.  La culture de l'honneur, par exemple, crée des modèles de comportements à suivre qui ont du sens même si les individus varient dans la façon dont ils intériorisent et endossent certains aspects de cette culture.  Qu’ils l’acceptent ou  la rejettent, les individus font toujours partie d'une culture et leur vie reste en partie guidée par celle-ci. Dans le souci de se distancier d'une perspective purement culturaliste, l’approche CuPS (Culture X Person X Situation)permet d’aborder les variations individuelles dans une culture donnée, sans réduire celle-ci à ses membres prototypiques ni concevoir les individus comme agissant hors de toute influence culturelle.